# Andrew Parrott
Andrew Parrott (Walsall, 10 de março de 1947) é um cantor, instrumentista, professor, musicólogo e maestro britânico.

## Biografia
Graduado na Universidade de Oxford, é especializado em música pré-clássica e um dos pioneiros do movimento de interpretação desse repertório baseado em pesquisa científica. Na juventude havia atuado em vários conjuntos, e seu primeiro trabalho profissional com a música antiga foi o arranjo de música de cena para a peça Everyman, realizado para a Open University. Depois participou, como membro do coro e instrumentista, do grupo de música antiga mantido pela Universidade de Oxford, onde atuou ao lado de Emma Kirkby e Bernard Thomas. Dirigiu a Schola Cantorum de Oxford de 1968 a 1971. Entrando em contato com o maestro Michael Tippett, que em 1973 dirigia o Festival de Bath, surgiu a ideia de formar um grupo exclusivamente para a pesquisa e interpretação do repertório pré-clássico, resultando na fundação do Taverner Choir, sob a direção de Parrott. Ao mesmo tempo passou a reger o grupo Musica Reservata, fundado por Michael Morrow e John Beckett.
O Taverner Choir logo incorporou uma orquestra e solistas, transformando-se no Taverner Choir, Consort & Players, e com ele Parrott se tornou conhecido e respeitado mundialmente como uma destacada autoridade no campo da música pré-clássica, fazendo numerosos concertos e gravando cerca de 60 de discos, principalmente para a EMI. Também participou de muitas produções da rádio BBC. O grupo, contudo, não tinha uma formação muito fixa, adaptando-se às necessidades de cada gravação ou apresentação, e em seus primeiros tempos incluía muitos amadores. Segundo declarou, interessava-lhe mais, naquele período em que o campo recém começava a ser explorado, que os cantores tivessem uma voz de timbre específico, que julgava mais adequado para o repertório em questão, e não fossem presos às convenções então dominantes da prática musical, ainda pesadamente devedora das fórmulas e abordagens românticas. Para ele, os corais profissionais naquele tempo cantavam de um modo que lhe parecia "inaceitavelmente confuso e impreciso". Em 1980 participou da fundação do coro Gothic Voices, cantando na parte do tenor, mas ali permaneceu pouco tempo. Em 2002 foi nomeado diretor musical do conjunto New York Collegium, com instrumentos antigos.
Realizou as primeiras gravações mundiais de diversas peças de Machaut, Tallis, Gabrieli, Monteverdi, Purcell, Vivaldi, Haendel e Bach. Sua gravação em 1981 da ópera Dido and Aeneas, de Purcell, recebeu o prestigiado prêmio Diapason d'Or. Em 2011 lançou com os Taverners o CD Trauer-Music: Music to Mourn Prince Leopold, com peças de Bach, louvado por David Vickers, na Gramophone: "O longamente esperado retorno do Taverner Consort & Players e de Andrew Parrott fez-me pular de alegria como uma criança no Natal. Sua reconstrução da música fúnebre de Bach composta para seu patrão em Cothen devolve os Taverners firmemente ao lugar que pertencem — a vanguarda de conceitos baseados em pesquisa e interpretados com assombrosa musicalidade". Em 2013 lançou uma gravação de L'Orfeo, de Monteverdi, comemorando os 40 anos de fundação do conjunto, lançamento que foi aclamado em diversos importantes jornais. O crítico Richard Morrison, escrevendo para The Times, disse que foi "a mais fascinante gravação de Monteverdi dos últimos anos". Em 2014 dois de seus CDs foram incluídos na lista das 168 melhores gravações eruditas em todos os tempos do critico Ivan Hewett, do jornal The Telegraph: Dido and Aeneas, de Purcell, e a Missa em Si Menor, de Bach. No mesmo ano recebeu o Prêmio Lifetime Achievement do Festival de Música Antiga de York pela sua carreira de distinguidas contribuições para a música. Na ocasião, John Bryan, um dos organizadores, assim falou a seu respeito: "Andrew Parrott é uma inspiração para todo tipo de música antiga, desde a Missa de Machaut até o Orfeo de Monteverdi e a música sacra de Bach, e tem sempre lançado uma luz nova sobre peças que pensamos conhecer bem, através de uma investigação detalhada das fontes originais e trabalhando com um grupo de cantores e instrumentistas altamente qualificados". Em 2016 recebeu o Prêmio Gramophone na categoria Música Antiga, premiação que é considerada o Oscar da música erudita. Foi ainda recipiente da RCO Medal do Royal College of Organists, em reconhecimento de "distintas conquistas na regência e na pesquisa do canto coral". Segundo Robert Dyer, crítico de The Globe, "o trabalho de Parrott continua sendo baseado em erudição, inteligência, intuição e uma paixão que às vezes faltam em seus rivais".
Apesar de sua fama residir principalmente no campo da música antiga, desde sempre trabalhou com outros repertórios, que vão até a contemporaneidade. Regeu óperas de Haydn, Gluck e Mozart, de 2002 a 2006 dirigiu o conjunto The London Mozart Players, gravou toda a obra orquestral de Beethoven, e ao longo de vários anos foi assistente de Michael Tippett no festival operístico de Bath, dirigindo um repertório variado. Já conduziu a estreia mundial de diversas obras de jovens compositores britânicos e já foi convidado a reger diferentes orquestras em muitas cidades da Europa, Canadá e Estados Unidos. Também conduz master classes, escreveu diversos artigos sobre musicologia, tratando da obra de Bach, Monteverdi e Purcell, é co-editor do New Oxford Book of Carols e autor de The Essential Bach Choir.